# Révolte des sabotiers
Après les énormes dépenses engendrées par la guerre franco-espagnole (1635-1659) et la Fronde (1648-1653), le cardinal Mazarin eut recours à des manipulations monétaires. Ceci causa en province des agitations dont la plus connue est la révolte des Sabotiers, en Sologne. Les paysans misérables se soulevèrent (avril-juillet 1658) contre le retrait des liards, lesquels constituaient leurs maigres réserves monétaires. Certains gentilshommes, menacés par la décision de Mazarin de révoquer les anoblissements récents, se joignirent au mouvement.
La révolte matée, quelques paysans furent pendus et un des meneurs, Gabriel de Jaucourt, marquis de Bonnesson, fut décapité à la Croix-du-Trahoir, à Paris, le 13 décembre 1659. Huguenot, il est mort en refusant de se convertir au catholicisme, selon Guy Patin.